# Knema woodii
Knema woodii är en tvåhjärtbladig växtart som beskrevs av James Sinclair.
Knema woodii ingår i släktet Knema och familjen Myristicaceae. Inga underarter finns listade i Catalogue of Life.